# 道格·科林斯 (政治人物)
道格拉斯·艾伦·科林斯（或译柯林斯；1966年8月16日—）是美国的一位共和黨政治人物，現任美国退伍军人事务部长，曾經在美国空军服役。科林斯曾在2007年至2021年擔任喬治亞州眾議員和喬治亞州聯邦眾議員。科林斯常被描述為特朗普的盟友。

## 早年生活
科林斯出生於喬治亞州蓋恩斯維爾，畢業於北廳高中。他就讀於北喬治亞學院州立大學，並於1988年獲得政治學和刑法文學學士學位。他之後就讀於新奧爾良浸信會神學院，於1996年獲得道學碩士學位。獲得亞特蘭大約翰馬歇爾法學院法學博士學位。

## 職業
科林斯曾擔任喬治亞州聯邦眾議員艾德‧詹金斯的實習生，之後擔任推銷員，向喬治亞州和地方政府銷售危險物質安全產品。從1994年到2005年，科林斯擔任奇科皮浸信會教會的高級牧師，同時與妻子麗莎共同擁有一家剪貼簿零售店 。科林斯曾擔任律師，自2010年起擔任Collins and Csider律師事務所的執行合夥人。

### 軍事生涯
1980年代末，科林斯在美國海軍擔任海軍牧師兩年。九一一袭击事件後，科林斯加入美國空軍預備役司令部，目前擔任牧師（上校）。2008年伊拉克戰爭期間，身為喬治亞州瑪麗埃塔多賓斯空軍儲備基地第94空運聯隊的成員，科林斯被部署到巴拉德空軍基地長達五個月。

## 政治生涯

### 喬治亞州眾議員
科林斯在2007年至2013年期間擔任了三屆喬治亞州眾議院議員，代表喬治亞州第27選區。他在無人反對的情況下贏得了初選和大選。他均在2008年和2010年連任。
科林斯支持死刑，並投票贊成允許陪審團在被告至少犯有一種「法定加重情節」的情況下在沒有一致裁決的情況下使用死刑。他反對醫生協助自殺，曾投票贊成將任何「明知且自願」協助他人自殺的人定為重罪。科林斯曾投票支持失敗的墮胎前医学超声检查要求，要求醫生為正在墮胎的女性提供免費超音波檢查或聽胎兒心跳的選擇。他還投票支持喬治亞州禁止超過20週墮胎的法律，這是該國最嚴格的早期墮胎禁令之一。
2012年，科林斯簽署了由美國人促進繁榮組織發起的承諾書，承諾投票反對任何與全球暖化相關的增稅立法。
科林斯支持唐納德·川普總統在2017年頒布的第13769号行政命令，該命令暫時禁止七個穆斯林占多數的國家的公民進入美國。他表示，“該行政命令允許合法永久居民重新入境，並不代表全面禁止某些國家的人入境。通過這項臨時措施，川普總統給了我們正確推進難民政策的機會。” 

### 聯邦眾議員
2012年，科林斯在重新劃定的第9國會選區競選眾議院議員。該選區的現任議員湯姆·格拉維斯選擇在新成立的第14選區競選。在2012年美國眾議院選舉中，科林斯以76%比24%擊敗了民主黨候選人喬迪·庫利。他在2016年美國眾議院選舉和2018年美國中期選舉中連任
他是美國眾議院規則委員會、美國眾議院司法委員會、監督和政府改革委員會和美國-日本核心小組的成員。
2020年1月，科林斯宣布競選美國參議員。他參加了2020年11月舉行的特別選舉，以完成即將退休的參議員強尼·艾薩克森的最後兩年任期，後者於2019年12月31日因健康問題辭職。科林斯面對的是現任參議員凱利·洛夫勒，他是喬治亞州州長布赖恩·肯普任命的共和黨人，在舉行特別選舉之前填補該席位，而科林斯作為川普的盟友得到了川普總統的支持。
科林斯的候選資格最初面臨來自參議院共和黨資深人士、參議院領導基金會（與多數黨領袖米奇·麥康奈爾結盟的政治行動委員會）和全國共和黨參議院委員會的一些阻力，這兩個機構都支持洛夫勒。根據喬治亞州選舉法，該參議院席位的所有候選人（無論哪個政黨）都參加了無黨派的全面初選。如果沒有候選人成功獲得超過50%的選票，排名前兩名的候選人將參加2021年1月的決選。
在初選中獲得第三名的科林斯和川普在喬治亞州輸掉各自的選舉後，他們都聲稱喬治亞州選舉有舞弊行為。喬治亞州州務卿布拉德·拉芬斯佩格稱科林斯的言論為「騙子」和「江湖騙子」。科林斯在初選失利後的決選中支持了洛夫勒。

## 退伍军人事务部长
2024年11月14日，美国当选总统唐纳德·特朗普提名科林斯在第二次特朗普內閣中担任的退伍军人事务部部长。2025年2月4日，參議院以77–23的票數確認了科林斯担任退伍军人事务部长；2月5日科林斯在最高法院大法官克拉倫斯·托馬斯監誓下正式就職。

## 個人生活
科林斯於1988年與妻子麗莎·喬丹（Lisa Jordan）結婚，她是喬治亞州蓋恩斯維爾弗農山小學（Mount Vernon Elementary School）的退休五年級教師和孩子喬丹（Jordan）、科普蘭（Copelan）和卡梅倫（Cameron）住在那裡，其中一個孩子患有脊柱裂。科林斯是美南浸信會信徒，是萊克伍德浸信會教堂（Lakewood Baptist Church）教友。